# Yacimiento paleontológico de Rábago-El Soplao
El yacimiento paleontológico de Rábago-El Soplao es una localidad fosilífera de mediados del Cretácico ubicada en la localidad de Rábago, en el municipio de Herrerías (Cantabria, España). Es conocido principalmente por su riqueza en fósiles de artrópodos conservados en ámbar. Se encuentra en la carretera de acceso a la cueva de El Soplao, a unos tres kilómetros de la misma.

## Geología
El yacimiento se encuentra en el flanco sur del sinclinal de Bielba, en la Formación Las Peñosas, de edad Albiense inferior (aproximadamente 112 a 110 Ma), a finales del Cretácico Inferior, formando parte del relleno del margen noroeste de la cuenca cantábrica.
La Formación Las Peñosas está compuesta por sedimentos siliciclásticos, depositados en ambientes continentales y de transición marino-continental, principalmente areniscas de grano fino, lutitas carbonosas y alguna intercalación de margas con ostreidos. Las capas con ámbar están constituidas principalmente por lutitas oscuras, carbonosas y piritíferas. Se encuentran además abundantes restos vegetales, así como fragmentos y pequeñas conchas de gasterópodos y bivalvos marinos. El afloramiento principal tiene unos 75 metros de anchura y no más de 1,5 a 2 m de altura.
Los sedimentos se interpretan como el relleno de un canal mareal restringido, con el fondo anóxico, en un sistema de estuario.
Durante la diagénesis no se han superado los 60-70 °C, lo que ha permitido la buena  conservación del ámbar y obtener detalles de su composición química.

## Paleontología

### Sistemática
Plantas

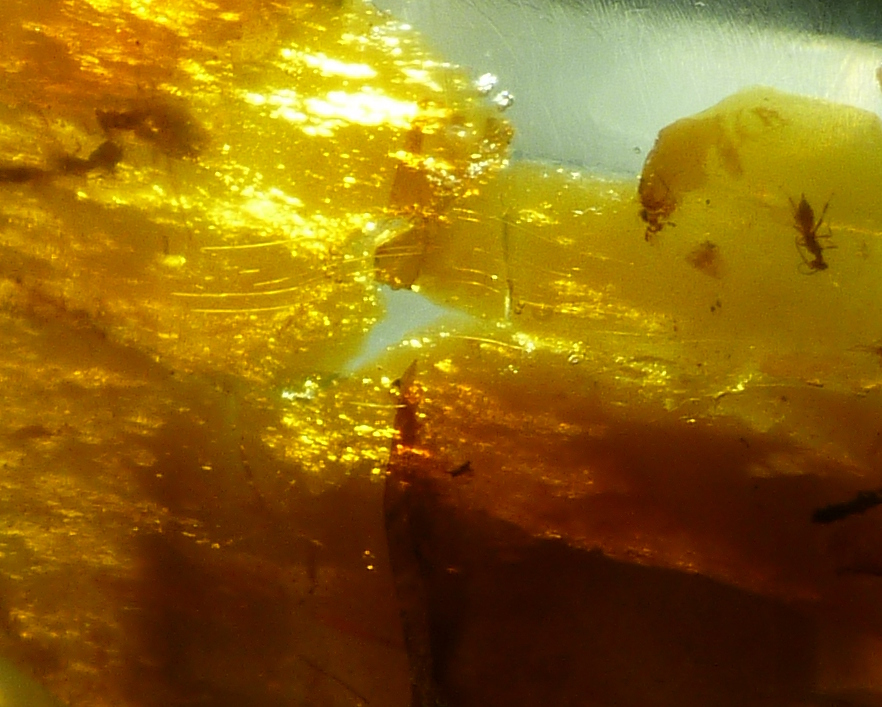
Muestra de ámbar con fósil de insecto procedente del yacimiento.

- Pólenes y esporas: 32 tipos de esporas y 29 de pólenes, tanto de angiospermas como de gimnospermas, destacando por su abundancia los pólenes de coníferas de los parataxones Classopollis e Inaperturopollenites dubius. Las esporas son menos abundantes que los pólenes, pero muestran mayor diversidad, destacando las de helechos de los paragéneros Cicatricosisporites y Deltoidospora.
- Macrorrestos: destacan fragmentos de Frenelopsis, Alvinia (conos femeninos), Nehvizdya, Pseudotorellia y Arctopitys.

Briozoos
Colonias sobre piezas de ámbar.
Anélidos
- Serpúlidos (tubos colonizando piezas de ámbar)

Moluscos
Bivalvos y gasterópodos.
Artrópodos
Las bioinclusiones del ámbar han permitido identificar abundantes restos de insectos, pertenecientes a once órdenes diferentes. De entre ellos se han identificado algunas especies nuevas:
- Tethysthrips hispanicus[3]
- Cantabroraphidia marcanoi[4]
- Hallucinochrysa diogenesi[5]

### Paleoecología
Los análisis palinológicos (pólenes y esporas) indican una elevada biodiversidad botánica en la región durante la sedimentación de los depósitos que forman el yacimiento, principalmente pteridofitas y gimnospermas.

### Tafonomía

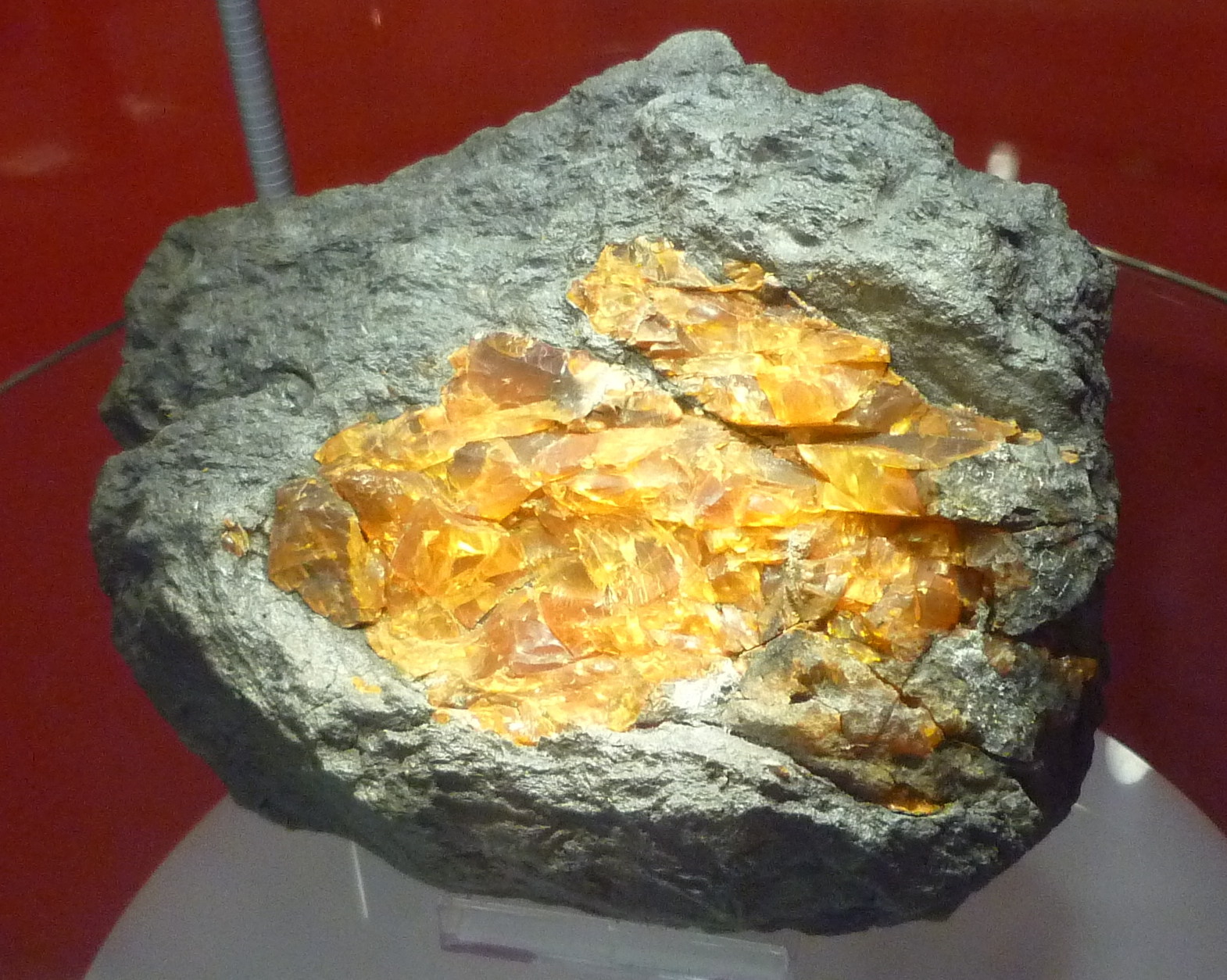
Muestra de ámbar de Rábago/El Soplao en la matriz lutítica.

La asociación de abundantes fragmentos de madera carbonizada y ámbar en las mismas capas y las inclusiones de fibras vegetales en el ámbar, también  carbonizadas, han permitido inferir que hubo incendios en el paleobosque que además probablemente indujeron la formación de más resina.
Los estudios biogeoquímicos indican que el ámbar procede de dos fuentes botánicas diferentes: la mayor parte proviene de resina de coníferas del género Frenelopsis, familia Cheirolepidiaceae, mientras que el resto parece estar relacionado con resina de otras coníferas, aún no identificadas, pero excluyendo a las de la familia Pineaceae.
Por otro lado, el estado de conservación del ámbar revela varios grupos con historia tafonómica diferente. Una parte del ámbar procedería directamente de los árboles, pues presenta estructuras de haber fluido bajo condiciones aéreas, mientras que otra parte tendría una historia más compleja, con su origen fuera del ambiente de formación del yacimiento: Algunos fragmentos de ámbar presentan moldes internos de conchas de moluscos de aguas salobres y ostras rellenos por marcasita. En otros casos se observa la colonización de la superficie de algunas piezas de ámbar de gran tamaño por tubos de gusanos serpúlidos y esqueletos de colonias de briozoos, lo que indica que estas piezas pasaron mucho tiempo en agua marina antes de su enterramiento; sin embargo el tamaño de las piezas indica que estas colonizaciones se produjeron sobre masas de resina polimerizada, no sobre ámbar reelaborado (resina previamente fosilizada procedente de la exhumación por erosión de estratos más antiguos). Todos estos datos indican que el yacimiento se formó en un medio sedimentario mixto, influido tanto por aguas continentales como marinas, en un ambiente litoral o de albufera.